# Клеве (район)
Клеве (нем. Kleve) — район в Германии. Центр района — город Клеве. Район входит в землю Северный Рейн-Вестфалия. Подчинён административному округу Дюссельдорф. Занимает площадь 1232 км². Население — 307,7 тыс. чел. (2010). Плотность населения — 250 человек/км².
Официальный код района — 05 1 54.
Район подразделяется на 16 общин.

## Города и общины
1. Клеве (49 381)
2. Гох (34 123)
3. Гельдерн (33 544)
4. Эммерих (29 597)
5. Кевелар (28 339)
6. Рес (22 329)
7. Штрален (15 464)
8. Калькар (13 888)
9. Бедбург-Хау (13 217)
10. Керкен (12 705)
11. Иссум (11 907)
12. Веце (10 442)
13. Краненбург (9972)
14. Удем (8213)
15. Вахтендонк (7829)
16. Рёрт (6743)

(30 июня 2010)